# Johan Mjällby
Johan Mjällby (Järfälla, 9 de febrer de 1971) és un exfutbolista suec, que ocupava la posició de defensa i de migcampista atacant.

## Trajectòria
Provinent de l'IK Bele, el 1984 arriba a l'AIK, club en el qual hi roman durant catorze anys, sent un dels jugadors més destacats de l'entitat durant la dècada dels 90, amb 144 partits i 8 gols. El 1992, el seu equip va guanyar el campionat domèstic, però el defensa va rebutjar la medalla commemorativa al valorar que no havia contribuït el suficient a eixe triomf.
Al novembre del 1998 fitxa pel Celtic FC per 1,2 milions de lliures. En el seu debut, el Celtic va guanyar els rivals del Rangers per 5 a 1. En eixa temporada, el suec va ser titular amb els de Glasgow. Durant els anys següents hi va mantindre eixa titularitat, tant a nivell local com a les competicions europees. La temporada 03/04, una lesió l'aparta dels terrenys de joc.
Prova de recuperar el seu nivell a les files del Llevant UE, de la primera divisió espanyola, però tan sols disputa tres partits abans de retornar a l'AIK, equip en el qual es retira al maig del 2006.
Després de penjar les botes, ha seguit vinculat al món del futbol com a comentarista del canal de televisió suec TV3.

## Selecció
Mjällby hi va participar en el Mundial del 2002, on va ostentar la capitania del combinat suec. També hi va participar en les Eurocopes de 2000 i de 2004. En total, va sumar 49 partits i 4 gols amb el conjunt nacional.